# Alexander Gottlieb Baumgarten
Alexander Gottlieb Baumgarten (Berlin, 17. srpnja 1714. – Frankfurt na Odri, 27. svibnja 1762.), njemački filozof.
Proizašao je iz prosvjetiteljske filozofske škole Christiana Wolffa, čiju je filozofiju sistematizirao u razne teoretske i praktične discipline. U njegovoj doktorskoj disertaciji "Meditationes philosophicae" prvi je put spomenut termin estetika. U djelu "Aesthetica" definirao je estetiku kao znanost o spoznaji osjetilnog, a ljepotu kao savršenstvo osjetilne spoznaje. Znatno je pridonio filozofskoj terminologiji.